# Арраський договір (1482)
Арраський договір 23 грудня 1482 р. легітимізував завоювання французького короля Людовика XI через династичний шлюб. Згідно з угодою, Маргарита Австрійська (1480—1530) — донька імператора Священної Римської імперії Максиміліана І і сестра Філіпа Вродливого — мала вийти заміж за французького спадкоємця престолу (майбутнього короля Карла VIII), а як посаг принести вже завойовані французами Бургундське графство (Франш-Конте), а також графство Артуа і низку інших бургундських володінь. До укладення шлюбу французький король мав стати тимчасовим управителем цих земель. Графство Фландрія відходило Філіпу Красивому з умовою принесення васальної присяги французькому королеві. Інші володіння, які формально належали до Священної Римської імперії, також залишалися за Філіпом. У випадку неукладення шлюбу посаг мав бути повернутий Філіпу з умовою принесення васальної присяги французькому королеві за ці володіння.
Заручини відбулися 1483 р. незадовго до смерті Людовіка XI. Проте вже 1491 р. Карл VIII розірвав шлюбну угоду, одружившись зі спадкоємицею іншого герцогства — Бретані. При цьому він відмовився повернути бургундцям захоплені французами володіння, які формально входили до спадку Маргарити.
Укладення Арраського договору розв'язало руки Максиміліану для боротьби з фламандськими містами, які вимагали розширення своєї автономії і самоврядування. Центрами боротьби стали міста Гент і Брюгге. В останньому Філіп навіть був ув'язнений протягом короткого часу. Боротьба без особливих успіхів жодної зі сторін точилася до 1494 р., коли Максиміліан, який 1493 р. став імператором Священної Римської імперії, офіційно передав владу над Бургундією і Нідерландами Філіпу Вродливому, який своєю чергою пообіцяв дотримуватися прав і привілеїв Нижніх земель.